# جبهه خلق برای آزادی فلسطین
جبهه خلق برای آزادی فلسطین (به عربی: الجبهة الشعبیة لتحریر فلسطین) سازمان چپ‌گرای سیاسی و نظامی فلسطینی است که در سال ۱۹۶۷ به رهبری جورج حبش با هدف آزادی فلسطین از سیطرهٔ اسرائیل از طریق مبارزات چریکی بنیان‌گذاری شد.
این گروه دومین گروه بزرگ در کنفدراسیون احزاب فلسطینی موسوم به سازمان آزادی‌بخش فلسطین (ساف) پس از فتح است و معمولاً مواضع سرسختی برای تحقق خواسته‌های ملی فلسطینیان اتخاذ کرده و با خط مشی میانه‌روانه فتح مخالف است. آن‌ها تا سال ۱۹۹۹ با پیمان‌های اسلو مخالف بودند، اما در این سال طی گفتگوهایی با رهبران ساف مذاکره با اسرائیل را پذیرفتند.
رهبری این سازمان را از ابتدای تأسیس تا سال ۲۰۰۰ جرج حبش بر عهده داشت. پس از استعفای حبش در این سال ابوعلی مصطفی جانشین او شد و پس از کشته شدن ابوعلی مصطفی (مصطفی الزبری) دبیرکل این سازمان در سال ۲۰۰۱ در حملهٔ موشکی اسرائیل، احمد سعدات جانشین او شد.
سعدات در سال ۲۰۰۸ توسط یک دادگاه نظامی اسرائیلی به اتهام رهبری یک «سازمان تروریستی غیرقانونی»، محاکمه و به ۳۰ سال حبس محکوم شد و هم‌اکنون در زندانی در اسرائیل به سر می‌برد.
مقر این حزب در شهر رام‌الله در کرانه باختری است و شاخهٔ نظامی آن پس از ترور ابوعلی مصطفی به یاد او «گردان‌های ابوعلی مصطفی» نام گرفته است. این سازمان ۳ نماینده در مجلس قانون‌گذاری فلسطین دارد.

## عقاید
عقیده «جبهه خلق برای آزادی فلسطین» مبارزهٔ ضد امپریالیستی در فلسطین است. آن‌ها سازمانی مارکسیست-لنینیست و ناسیونالیست هستند و به ایدهٔ جنگ طبقاتی باور دارند. دشمنان این سازمان که با آنان به مبارزه می‌پردازد؛ اسرائیل، امپریالیسم، صهیونیسم و سرمایه‌داران طبقه متمول اعراب هستند. این جنبش اسرائیل را کشوری فی‌الذاته امپریالیست می‌داند که از صهیونیسم جهانی مایه می‌گیرد.

## تاریخچه

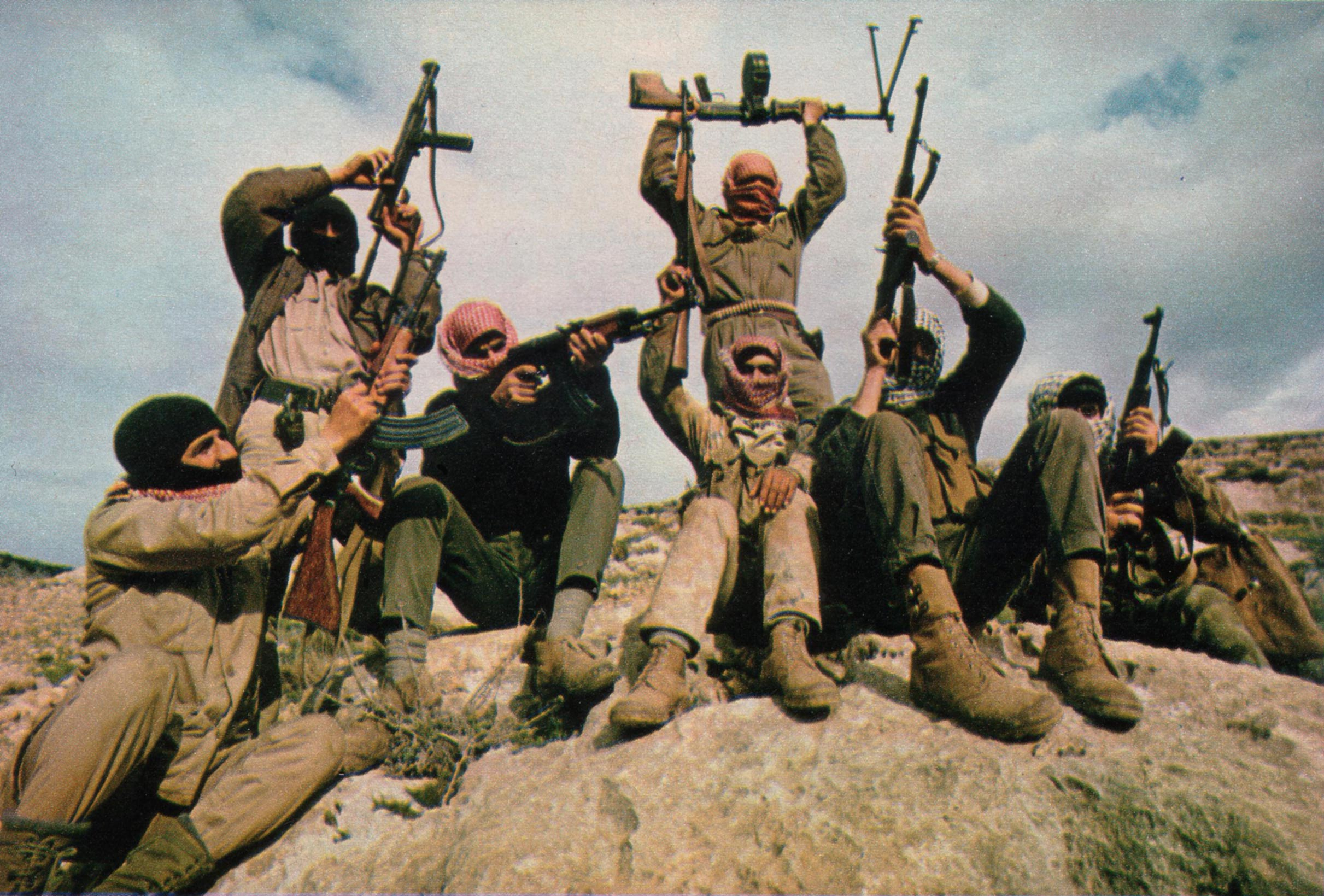
اعضای جبهه خلق برای آزادی فلسطین در ارتفاعات شرق رود اردن، ۱۹۶۹. تفنگ‌های کلاشنیکف، وی زیت. ۵۸ چکسلواکی، مسلسل دستی کارل گوستاو، و مسلسل آرپی‌دی در دست سربازان دیده می‌شود.

دکتر جورج حبش ۲۴ ساله که تحصیلات خود در رشتهٔ پزشکی را در سال ۱۹۵۱ در دانشگاه آمریکایی بیروت به پایان رسانده بود، در سال ۱۹۵۲ در لبنان جنبش ملی‌گرای عرب (به عربی: حرکة القومیین العرب) یک سازمان ملی‌گرای پان‌عرب را بنیان گذاشت. این سازمان که شکست اعراب از اسرائیل را ناشی از برتری علمی اسرائیل و عقب‌ماندگی اعراب می‌دانست، شعبه‌های خود را در تعدادی از کشورهای عرب همچون لیبی، عربستان سعودی و کویت (تحت سرپرستی بریتانیا) تأسیس کرد. آن‌ها دیدگاهی سکولار و سوسیالیستی داشتند.

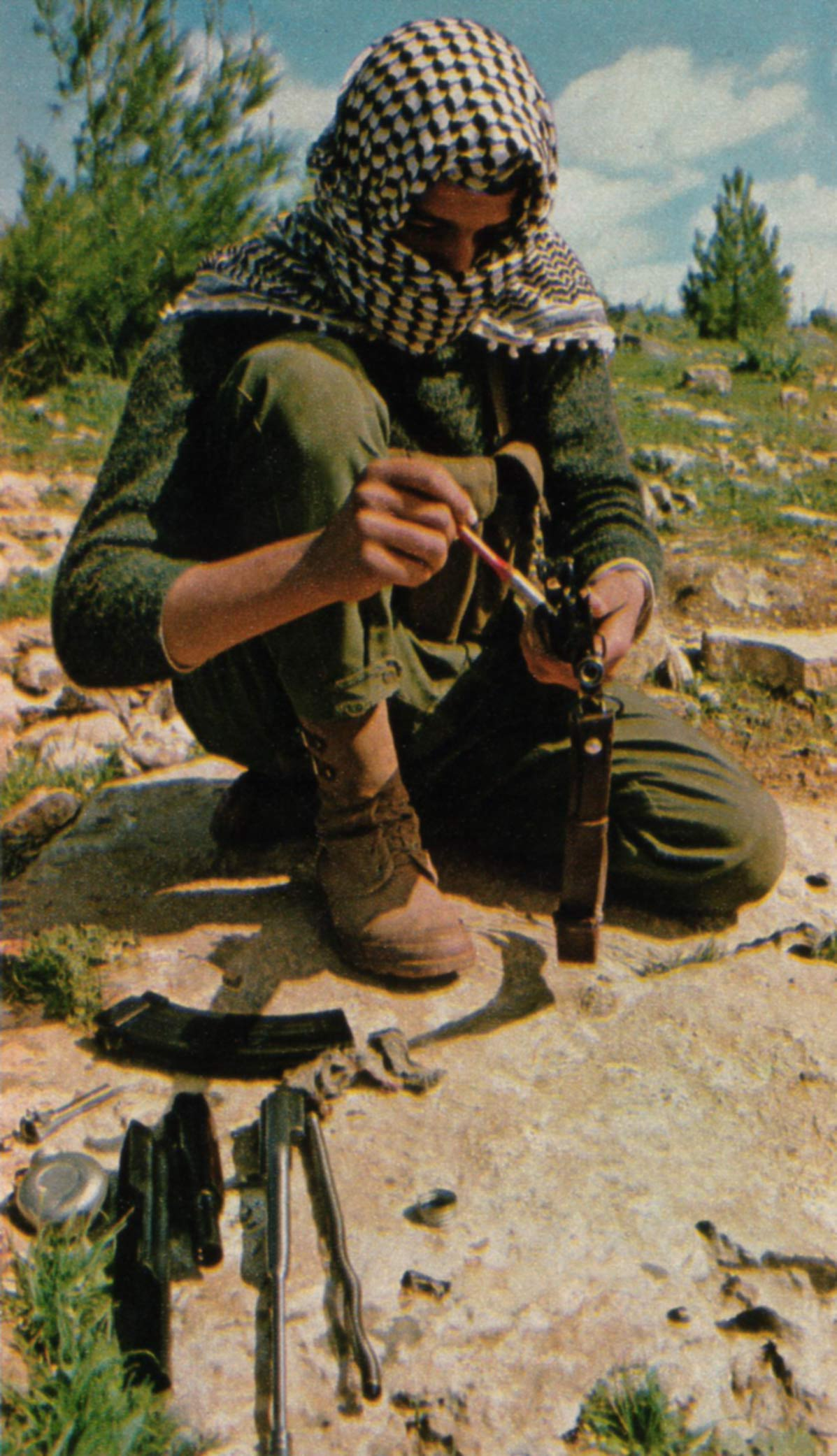
چریک جبهه خلق اسلحهٔ کلاشنیکف خود را پاک می‌کند. اردن، ۱۹۶۹

جنبش ناسیونالیست‌های عرب در ۱۹۶۶ با همکاری ارتش آزادی‌بخش فلسطین یک گروه چریکی به نام «ابطال العوده» (قهرمانان بازگشته) را تأسیس کرد. پس از جنگ شش روزه ژوئن ۱۹۶۷، جبهه خلق برای آزادی فلسطین در ماه اوت با ادغام با دو گروه «جوانان خونخواه» و «جبهه آزادی فلسطین» به ریاست احمد جبرئیل افسر نیروی هوایی سوریه تشکیل شده و جرج حبش به عنوان رهبر سازمان برگزیده شد.
در ابتدای سال ۱۹۶۷ این سازمان بین ۱ تا ۳ هزار چریک آموزش‌دیده داشت. دولت سوریه از آن‌ها حمایت مالی می‌کرد و مقر آن نیز در سوریه قرار داشت. در ۱۹۶۹ جبهه خلق برای آزادی فلسطین خود را یک سازمان مارکسیست-لنینیست اعلام کرد و درگیری‌های فلسطینیان را بخشی از خیزش علیه امپریالیسم غربی نامید که خواهان اتحاد جهان عرب از طریق براندازی دولت‌های ارتجاعی عربی است. آنان همچنین شروع به انتشار روزنامه‌ای به نام الهدف به سردبیری غسان کنفانی کردند.
جبهه خلق برای آزادی فلسطین با تأسیس کنفدراسیون احزاب فلسطینی موسوم به سازمان آزادی‌بخش فلسطین (ساف) در سال ۱۹۶۸ به آن پیوسته و پس از فتح دومین گروه بزرگ ساف شد. در ۱۹۷۴ از شورای اجرایی ساف (و نه خود ساف) خارج شدند، آن‌ها ساف را متهم می‌کردند که آرمان نابودی اسرائیل را به نفع چارهٔ دوکشوری رها کرده است، اما در ۱۹۸۱ دوباره به شورای اجرایی ساف بازگشتند. آن‌ها تا سال ۱۹۹۹ با پیمان‌های اسلو مخالف بودند، اما در این سال طی گفتگوهایی با رهبران ساف مذاکره با اسرائیل را پذیرفتند.
در سال ۲۰۰۰ جرج حبش که از زمان تأسیس این سازمان رهبری آن را بر عهده داشت از مقام خود استعفا داده و ابوعلی مصطفی (مصطفی زبری) جانشین او شد. یک سال بعد در ۲۷ اوت ۲۰۰۱ ابوعلی مصطفی در دفتر کار خود در بیت لحم با حملهٔ موشکی یک هلیکوپتر اسرائیلی کشته شد و در پاسخ شاخهٔ نظامی این سازمان که «گردان‌های ابوعلی مصطفی» نام گرفته بود در ۱۷ نوامبر ۲۰۰۱ رهاوام زیوی وزیر گردشگری اسرائیل را به قتل رساند.
پس از ترور ابوعلی مصطفی، احمد سعدات جانشین او شد اما در ژانویه ۲۰۰۲ تشکیلات خودگردان فلسطین وی را به جرم دست داشتن در قتل رهاوام زیوی دستگیر و به زندان اریحا منتقل کرد. در ۱۴ مارس ۲۰۰۶ نیروهای دفاعی اسرائیل با حمله به این زندان وی را به همراه پنج هم‌بندش به اسرائیل منتقل و محاکمه کردند. در ۲۵ مارس ۲۰۰۰ یک دادگاه نظامی اسرائیلی احمد سعدات را به اتهام «هدایت یک سازمان تروریستی غیرقانونی» به ۳۰ سال حبس محکوم کرد.

## انشعاب
جبهه خلق برای آزادی فلسطین در سال‌های آغازین تأسیس خود شاهد چندین انشعاب بود:
- در سال ۱۹۶۸ احمد جبرئیل از بنیان‌گذاران حزب به همراه گروه دیگری از اعضا از آن خارج شده و جبهه خلق برای آزادی فلسطین – فرماندهی کل را تأسیس کردند. آن‌ها به مبارزهٔ نظامی اولویت می‌دادند و معتقد بوند که سازمان بیش از اندازه پایبند به نظریات مارکسیستی است.
- در سال ۱۹۶۹ نایف حواتمه و یاسر عبد ربه از این حزب جدا شده و سازمان به ظاهر مائوئیستی جبهه دموکراتیک برای آزادی فلسطین را تأسیس کردند. آن‌ها برعکس انشعاب قبلی معتقد بودند که سازمان بیش از حد به مبارزهٔ نظامی اهمیت می‌دهد در حالی‌که بایستی بیشتر بر روی آماده‌سازی فکری جامعه تمرکز کند.
- در سال ۱۹۷۲ انشعاب دیگری در این گروه رخ داد و جبهه انقلابی خلق برای آزادی فلسطین پدید آمد.

## انتخابات
جبهه خلق برای آزادی فلسطین پس از مرگ عرفات در سال ۲۰۰۴ برای معرفی یک کاندیدای چپ‌گرا جهت به عهده گرفتن ریاست دولت فلسطین با جبهه دموکراتیک برای آزادی فلسطین و حزب کار فلسطین وارد مذاکره شد. گفتگوها به نتیجه نرسید و سازمان در نهایت از مصطفی برغوثی حمایت کرد که ۱۹٫۴۸٪ آراء را به دست آورده و از ابومازن شکست خورد.
در انتخابات شهرداری‌های و شوراهای شهر سال ۲۰۰۵ جبهه خلق برای آزادی فلسطین موفق‌تر بود و نامزد آن‌ها شهردار بیت زیت شد. همچنین جانت میخائیل و ویکتور باتارسه شهرداران رام‌الله و بیت‌لحم نیز ارتباط نزدیکی با این سازمان دارند.
پایگاه اصلی مردمی این سازمان در رام‌الله، بیت لحم، حومه اورشلیم شرقی و بخش مسیحی‌نشین نابلس است.
در انتخابات ۲۰۰۶ مجلس فلسطین، فهرست جبهه خلق برای آزادی فلسطین با عنوان «شهید ابوعلی مصطفی» ۴٫۲٪ آراء و ۳ کرسی در این مجلس ۱۳۲ نفری را به دست آورد. احمد سعدات، جمیل مجدلوی و خالده جرار نمایندگان این حزب در این مجلس هستند. بیشترین رأی آن‌ها در بیت‌لحم با ۹٫۴٪، رام‌الله با ۶٫۶٪ و استان شمال غزه با ۶٫۵٪ به دست آمد.

## رابطه با ایران
با پیروزی انقلاب اسلامی ایران در سال ۱۹۷۹ میلادی، جبهه خلق تلاش کرد از طریق ارتباط با حزب توده ایران، به نیروهای مذهبی نزدیک شود. در دهه‌های بعد، این روابط به‌ویژه در زمینه‌های نظامی و مالی تقویت شد و سران سیاسی و نظامی در ایران بدون در نظر داشت مرام سیاسی این گروه، حمایت‌‌های گسترده‌ از این جبهه کردند.
این سازمان در واکنش به ترور قاسم سلیمانی، فرمانده وقت سپاه قدس، او را دشمن امپریالیسم و صهیونیسم و حامی مقاومت در سراسر منطقه معرفی کرد. جبهه خلق با صدور بیانیه‌ای این ترور را «جنایت آمریکایی» و حمله به کل محور مقاومت خواند. 
جبهه خلق برای آزادی فلسطین به عملیات «وعده صادق» که توسط ایران علیه اهدافی در اسرائیل انجام شد نیز واکنش نشان داد. این سازمان در بیانیه‌ای این عملیات را «نقطه عطفی راهبردی» در مسیر آزادی فلسطین توصیف کرد و آن را مشارکت راهبردی ایران در نبرد «طوفان الاقصی» دانست. فرماندهی کل جبهه خلق تأکید کرد که حمله موشکی و پهپادی ایران به منزله مشارکت مستقیم در مسیر قدس است.